# Anders Igel
Anders Nils Egon Igel, född 22 mars 1951 i Brännkyrka församling, Stockholm, är en svensk företagsledare.
Igel är civilingenjör från KTH samt civilekonom från Handelshögskolan i Stockholm. Han har arbetat inom Philips, Esselte samt Ericsson-koncernen, där han bland annat ledde omstruktureringen av koncernen i slutet av 1990-talet. Igel var koncernchef för Telia Sonera AB 2002-2007, och var den som genomdrev sammanslagningen av Telia och Sonera, ett företag han senare var tvungen att lämna.
Igel är ledamot av Ingenjörsvetenskapsakademien sedan 1995.